# Sân bay Groningen Eelde
Sân bay Groningen Eelde là một sân bay phục vụ thành phố Groningen, Hà Lan. Sân bay này gần eelde, ở đông bắc Hà Lan. Nó có cự ly 4,8 NM (8,9 km; 5,5 mi). Sân bay nằm phía nam của thành phố Groningen.Năm 2012, sân bay phục vụ 208.660 hành khách và vào năm 2018 sân bay đón hơn 240.000 lượt khách. Sân bay cũng là cơ sở nhà của Flight Academy KLM, Học viện Hàng không Hà Lan (DFA), Avia Noord (AN), Noord Nederlandse Aero Club (NNAC) và Stella Aviation.